# Мой Гамлет
Я только малость объясню в стихе —

На всё я не имею полномочий…

Я был зачат, как нужно — во грехе,

В поту и в нервах первой брачной ночи.

Я знал, что, отрываясь от земли,–

Чем выше мы, тем жестче и суровей;

Я шёл спокойно прямо в короли

И вёл себя наследным принцем крови.

Но гениальный всплеск похож на бред,

В рожденье смерть проглядывает косо.

А мы всё ставим каверзный ответ

И не находим нужного вопроса. 
«Мой Га́млет» — стихотворение советского поэта Владимира Высоцкого, написанное в апреле 1972 года. Оно было создано через несколько месяцев после того, как Высоцкий начал исполнять роль Гамлета в постановке одноимённой пьесы Шекспира московского Театра на Таганке. В СССР впервые напечатано в журнале «Литературная Грузия» № 8 за 1981 год. В произведении автором ставится ряд философских вопросов, а завершается оно словами о том, что самые важные вопросы ещё даже не заданы.

## Сюжет

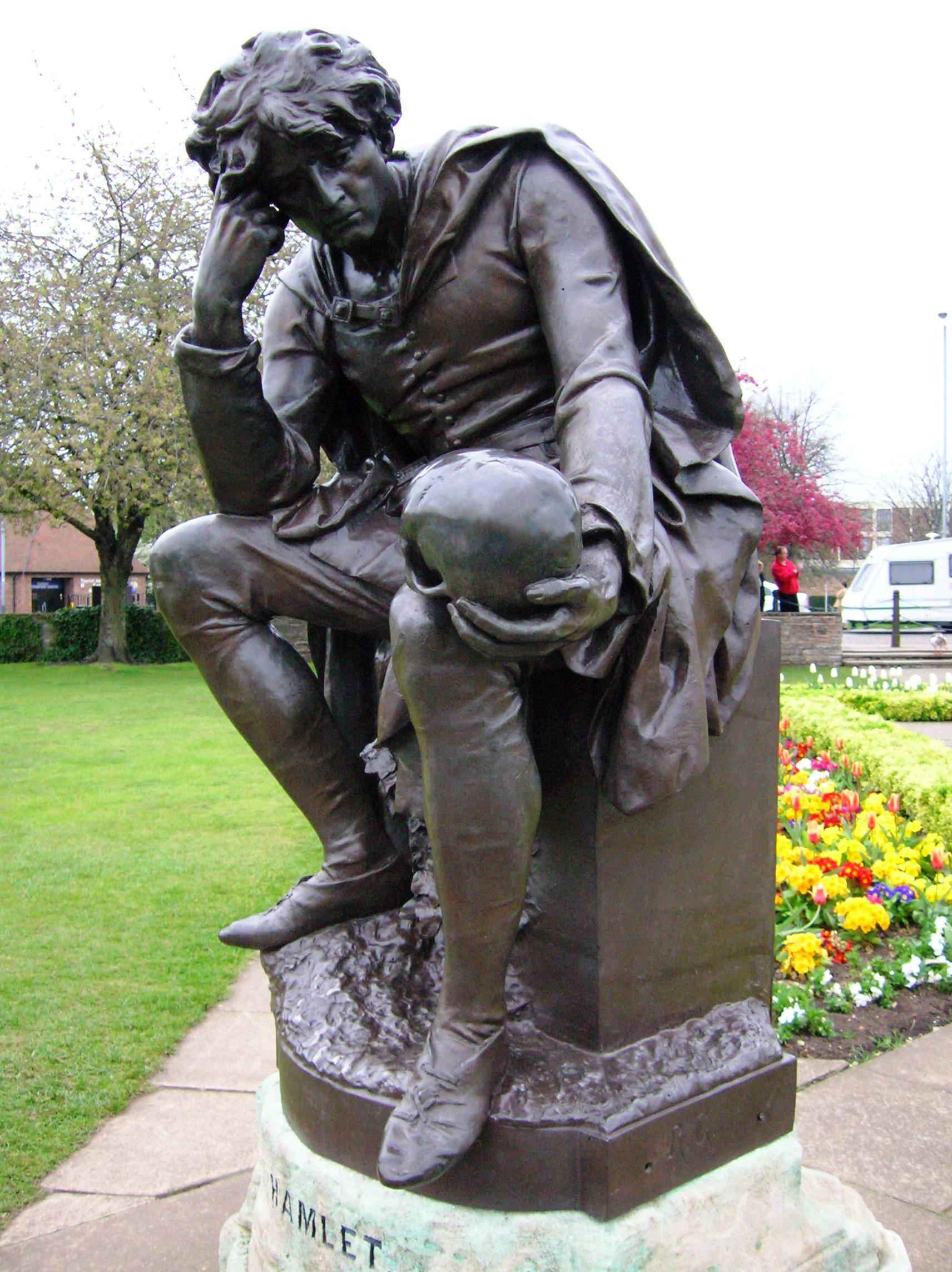
Статуя Гамлета, Стратфорд-апон-Эйвон

Повествование, ведущееся от имени Гамлета, принца Датского, начинается с его зачатия и детских лет. Принц, которому с детства внушают, что «чем выше мы, тем жёстче и суровей», растёт типичным молодым аристократом — уверенным в своём высоком предназначении, будущей короне и праве на службу окружающих. Он участвует в ночных бесчинствах сверстников, не задумывается о последствиях своих слов, но учится лицемерной придворной вежливости.
Однако в какой-то момент — в стихотворении он наступает после упоминания о смерти любимого шута принца, Йорика — в душе Гамлета происходит перелом (как указывает литературовед О. Казмирчук, в трагедии Шекспира Гамлета потрясает смерть отца). Он проникается жалостью к людям, животным и даже «зелёным побегам», начинает ненавидеть охоту, осознаёт жестокий характер юношеских проказ своей компании и «отмывается от дневного свинства» ночью в проточной воде.
Наследника престола перестают интересовать придворные интриги, да и люди его века в целом становятся ему неинтересны, и он «зарывается в книги», занимает себя философскими вопросами, постепенно отрываясь от прежних друзей. При этом Гамлет осознаёт бесплодность чистой науки, ежедневно опровергаемой самой жизнью. Он разрывается между духовным и плотским началом, парадоксальным образом ощущая, что его тянет вверх «груз тяжких дум», тогда как «крылья плоти», напротив, несут вниз, к смерти. Принцу, презирающему насилие, не дают покоя мысли о мести, и ему не удаётся самому избежать убийства. Момент своего торжества перед смертью он расценивает, как провал, понимая, что уравнял себя с моральной точки зрения с теми, кого убил, и одновременно — что мотивы его поступков будут поняты ими превратно, как борьба за власть. Принц умирает, не найдя ответов на свои вопросы и сомневаясь, что «нужные вопросы» вообще были заданы.

## Предпосылки создания, исполнение и издание
Владимир Высоцкий, будучи актёром Театра на Таганке, долго мечтал об исполнении роли Гамлета. Тогдашний режиссёр театра, Юрий Любимов, вспоминал позже: 

Как Высоцкий у меня просил Гамлета! Все ходил за мной и умолял: «Дайте мне сыграть Гамлета! Дайте Гамлета! Гамлета!». А когда начали репетировать, я понял, что он ничего не понимает, что он толком его не читал. А просто из глубины чего-то там, внутренней, даже не знаю, что-то такое, где-то, вот почему-то: «Дайте Гамлета! Дайте мне Гамлета!»— А. С. Демидова. Владимир Высоцкий, каким знаю и люблю. — М., 1989. — С. 76.
Премьера «Гамлета» в Театре на Таганке состоялась 29 ноября 1971 года. Заглавную роль исполнял Высоцкий. Постановка шла в театре до 18 июля 1980 года включительно; и последний спектакль состоялся за неделю до смерти Высоцкого. За это время прошло более 200 представлений, в том числе в Болгарии в 1975, Югославии в 1976, Франции в 1977 и Польше в 1980 году. Высоцкий ни разу не отказался от роли Гамлета, в том числе и в последний период перед смертью, когда его заменяли другими актёрами во всех остальных спектаклях. Со дня смерти Высоцкого «Таганка» больше «Гамлета» не ставила, более того — в начале 1980-х годов и другие советские театры избегали этой пьесы. Как пишет корейский театровед Ким Ван Сок, «Память о Гамлете-Высоцком была настолько сильна, что любое, пусть очень талантливое воплощение пьесы вызывало бы невольное сравнение».
Польский литературовед Бартош Осевич подчёркивает, что Высоцкий чувствовал духовное родство со своим героем и при этом видел в персонаже Шекспира собрата не только по духу, но и по перу — поэта. Стихотворение «Гамлет» Бориса Пастернака («Гул затих. Я вышел на подмостки») актёр исполнял под гитару в начале одноимённого спектакля. Исследователь русской бардовской песни Анатолий Кулагин весь период поэтического творчества Высоцкого начала 1970-х годов прямо называет «гамлетовским». Стихотворение «Мой Гамлет» было создано в 1972 году, через несколько месяцев после премьеры «Гамлета» в Театре на Таганке, и, с точки зрения Кулагина, является для этих лет программным.

В стихотворении отразились некоторые трактовки роли Высоцким-актёром. Например, в одном из интервью Высоцкий подчёркивал, что его герой на самом деле не задаётся вопросом, быть или не быть: 
Гамлет, которого я играю, он у меня не думает, быть ему или не быть. Потому что – быть; он знает, что хорошо жить, все-таки. …Как ни странно, вопрос, который всем ясен – что быть лучше и жить надо – все равно стоит перед определенными людьми всю историю человечества. Вот что Гамлета мучает – значит, что-то не в порядке, если ясно, что жить лучше, а люди все время решают этот вопрос.

Общим для роли Высоцкого в театре и его стихотворения является также мотив конфликта между неприятием насилия и стремлением к мести: 
Гамлет у нас  прежде всего мужчина. Мужчина, воспитанный жестоким временем. Но еще и студент. И поумнее, чем все его сверстники. Его готовили на трон, он должен был управлять государством. А троном завладел цареубийца. Гамлет помышляет только о мести. Но он против убийства. И это его страшно мучает.
Однако Алла Демидова, игравшая в этой же постановке королеву Гертруду (а в 1968 году выступившая в журнале «Юность» с интервью под заголовком «Почему я хочу сыграть Гамлета»), считает, что Высоцкий как поэт опередил в этом стихотворении Высоцкого-актёра, задав в нём такие темы, которые на сцене в 1972 году ещё не затрагивал. Гамлет Высоцкого в 1972 году, по словам Демидовой, был «узнаваемым мальчиком 60-х годов», выросшим в послевоенном московском дворе с его силовой борьбой за место вожака, и только к концу жизни актёр превратил своего персонажа в мудрого философа «с неразрешимыми вопросами и глубокой ответственностью перед временем и людьми».
«Мой Гамлет» никогда не был положен на музыку, как и некоторые другие стихотворения Высоцкого начала 1970-х годов — «Революция в Тюмени», «Я не успел», «Из дорожного дневника». Именно как стихотворение автор исполнял его на своих концертах; наиболее известна видеозапись исполнения в августе 1977 года в Мехико (съёмка ТВ Мексики для передачи Musicalisimo 77, студия 13 Canal Television). В печати оно появилось уже после смерти Высоцкого — в журнале «Литературная Грузия» № 8 за 1981 год; в том же году оно было включено в I издание авторского сборника «Нерв» (составитель Роберт Рождественский), войдя в раздел под тем же названием. В мае 1987 года фирма «Мелодия» выпустила двойной альбом «Владимир Высоцкий.  …хоть немного ещё постою на краю…», в который вошли в том числе записи чтения песен и стихотворений Высоцкого в исполнении известных актёров театра на Таганке. Стихотворение «Мой Гамлет» вошло во второй диск альбома в исполнении Аллы Демидовой. В 1991 году в серии «На концертах Владимира Высоцкого» вышел диск под 20-м порядковым номером с заглавием «Мой Гамлет», в который также включено одноимённое стихотворение.

## Литературоведческий анализ
Литературоведческие работы, посвящённые стихотворению «Мой Гамлет», отмечают, что образ Гамлета часто появляется в русской поэзии XX века. Гамлет фигурирует и в творчестве Пушкина, Тургенева и Аполлона Григорьева, и в произведениях поэтов серебряного века (Блок, Пастернак, Ахматова), и у более поздних авторов (Арсений Тарковский, Давид Самойлов). Литературоведы находят в стихотворении Высоцкого как смысловые пересечения с произведениями предшественников, так и прямые отсылки к ним. Отношения между «спокойно идущим прямо в короли» Гамлетом Высоцкого и окружающим его миром в начале стихотворения сравниваются с отношениями принца Гамлета и Офелии у Анны Ахматовой, мотив предначертанности пути («Я знал — мне будет сказано: „Царуй!“ — Клеймо на лбу мне рок с рожденья выжег») с аналогичной идеей у Пастернака («Но продуман распорядок действий, И неотвратим конец пути…»). Почти дословной цитатой из Пастернака является строка «Зов предков слыша сквозь затихший гул…» («Гамлет» Пастернака начинается со слов «Гул затих…»), отмечается совпадение «Я — Гамлет» у Высоцкого и Блока.
При этом отмечается полемика Высоцкого с самим Шекспиром. Если шекспировский Гамлет традиционно считается олицетворением нерешительности, рефлексии, разрывающих душу сомнений, то персонажу Высоцкого свойственны такие черты, как сильный характер, уверенность в себе и готовность к действию и ответственности за него. Герой Шекспира в мучениях осознаёт и принимает своё право на месть, отказываясь от ненасилия; у Высоцкого же в центре трагедии оказывается неспособность окружающего мира смириться с правом героя на отказ от насилия. Литературовед В. К. Кантор пишет, что презрение Гамлета Высоцкого к короне и трону — осовремененное прочтение образа, тогда как шекспировский герой рассматривает свои действия с точки зрения государственной пользы и перед смертью находит время, чтобы назвать предпочтительного кандидата на власть. У Шекспира Полоний называет принца Гамлета заурядным поэтом — для Высоцкого же, как и для некоторых его предшественников в русской литературе, образ Гамлета как поэта, человека книги выходит на первый план.

Большое внимание литературоведы уделяют роли антитез в стихотворении. Часть из них связана с эволюцией образа от начала к концу произведения. О. Казмирчук отмечает противопоставляемую пару «я» — «они» (при этом в начале стихотворения «я» является частью «их», отсюда и ещё одно противопоставление «Гамлет-человек» и «Гамлет-принц»), а также «верх» — «низ», которые в процессе повествования меняются местами: «Груз тяжких дум наверх меня тянул, А крылья плоти вниз влекли, в могилу». Таким образом, возникает одно из тех парадоксальных противостояний, которые определяются Н. Крымовой как «смысловые перевёртыши». Другие «перевёртыши», отмечаемые критиками — поменявшиеся местами понятия «вопрос» и «ответ» («А мы все ставим каверзный ответ И не находим нужного вопроса»), отождествление «гениального всплеска» и «бреда», сближение рождения и смерти («В рожденье смерть проглядывает косо»), подъёма и провала, прозрения и глупости («Я прозревал, глупея с каждым днём»). А. Кулагин пишет: 
Можно сказать, что всё стихотворение — развёрнутый оксюморон, суть которого не в самоцельной игре противоположными понятиями, а в ощущении сложности бытия.